# Гатсос, Никос
Никос Гатсос (греч. Νίκος Γκάτσος; 8 декабря 1911 — 12 мая 1992) — греческий поэт, переводчик и автор песен.

## Биография
Никос Гатсос родился в 1911 году в Асеа, Аркадия, район Пелопоннес, где окончил начальную школу. Он переехал в Триполис, где в средней школе изучал литературу и иностранные языки. Позже в Афинском университете изучал литературу, философию и историю в течение двух лет. На тот момент знание английского и французского языков было хорошим, и он уже был знаком с творчеством таких греческих поэтов и писателей, как Костис Паламас, Дионисиос Соломос, а также знал последние тенденции в европейской поэзии. В Афинах он присоединился к литературным кругам. Первые публикации были в журналах Неа Естиа (Nea Estia) (1931-32) и Ритмос (Rythmos) (1933).
В 1935 году он переехал во Францию. Некоторое время жил в Париже и на юге Франции. В 1936 году Гатсос познакомился с поэтом Одисеасом Элитисом.
В 1943 году была опубликована поэма Аморгос, что стало весомым вкладом в современной греческой поэзии, особенно заметно сочетание сюрреализма и мотивы традиционной греческой народной поэзии. Впоследствии он опубликовал ещё три стихотворения: «Elegeio» (1946), «Витязь и смерть» (1947), и «Песня старых времен» (1963), посвященное Йоргосу Сеферису.
После Второй мировой войны, он работал с греко-британским изданием Review в качестве переводчика и с Греческой корпорацией телерадиовещания в должности директора радио. В этот период он также начал писать тексты песен для музыки Маноса Хадзидакиса, с чего начинается его блестящая карьера автора песен. Со временем Гатсос начал сотрудничать с Микисом Теодоракисом и другими известными композиторами.
Его произведения в целом сочетают в себе универсальные поэтические темы, такие как проблемы зла, несправедливости, страданий любви, что прослеживается в сочетании с одной из ведущих тематик греческой поэзии — темой изгнания и связанных с ним переживаниях.
Пьесы, в переводе Гатсоса на греческий язык, были поставлены на сценах «Художественного театра», «Национального театра» и «Народного театра» Греции, в особенности, легендарным стало произведение Фредерико Гарсиа Лорка «Кровавая свадьба».
Никос Гатсос умер 12 мая 1992 года в Афинах.

## Переводы
Никос Гатсос известен переводами на греческий язык следующих произведений:
- Фредерико Гарсиа Лорка
  - «Кровавая свадьба»
  - «Дом Бернарды Альбы»
- Август Стриндберг
  - Отец
- Юджин О’Нил
  - Долгий день уходит в ночь

## Поэт-песенник
Никос Гатсос сыграл большую роль как поэт-песенник. Он писал тексты для знаменитых греческих композиторов таких как Манос Хадзидакис, Микис Теодоракис, Ставрос Ксархакос, Христодулос Халарис и Элени Караиндру. Он написал песни для нескольких фильмов, а также его произведения исполняла знаменитая греческая певица Нана Мускури.